# Каптан (Дагестан)
Каптан — упразднённый хутор на территории Буйнакского района Дагестана Российской Федерации. Входил в Агачаульский сельсовет Махачкалинского района Дагестанской АССР.

## География
Находится у малого притока реки Черкесозень, возле свалки ТБО села Новый Хушет.

## История
Точная дата официального упразднения неизвестна.